# Весёлое волшебство
«Весёлое волшебство» — советский фильм-сказка 1969 года по мотивам пьесы Нины Гернет и Григория Ягдфельда «Катя и чудеса».

## Сюжет
Сорвав в поле неведомые цветы, Катя и не подозревала, что нашла чудодейственную «кащееву траву», способную расколдовать Василису Прекрасную. Об этом девочке поведала старая уборщица Акулина Ивановна, в далёком прошлом — Баба-яга. Верхом на метле они вылетают из окна библиотеки навстречу приключениям, прихватив волшебную книгу, без которой Кащея никак не одолеть…

## В ролях
- Марина Козодаева — Катя
- Андрей Войновский — Лисичкин
- Валентина Сперантова — Акулина Ивановна / Баба-яга
- Елизавета Уварова — Кикимора
- Валентин Брылеев — Леший
- Фёдор Никитин — Кащей Бессмертный
- Наталья Энке — Зоя Петровна
- Светлана Смехнова — Василиса Прекрасная
- Юрий Чекулаев — экскурсовод
- Зинаида Воркуль — эпизод
- Артур Нищёнкин — эпизод

## Съёмочная группа
- Сценаристы: Нина Гернет, Григорий Ягдфельд
- Режиссёр-постановщик: Борис Рыцарев
- Оператор-постановщик: Лев Рагозин
- Художник-постановщик: Анатолий Анфилов
- Композитор: М. Марутаев
- Звукооператор: С. Гурин
- Художник по костюмам: Э. Горбачева
- Монтажёр: С. Есауленко
- Директор картины: Иван Морозов

## Технические данные
- Широкоэкранный, чёрно-белый, звуковой.
- Прокат в СССР — 2,1 млн зрителей.

Съёмки проходили в Ростове Великом и Ялте, а также в павильонах Киностудии им. М. Горького.